# Eleguis (aldeia)
Eleguis (em armênio: Եղեգիս; romaniz.: Ełegis), no passado referida como Alaguiaz (Ալագյազ, Alagyaz) ou Alaguioz (Ալագյոզ, Alagyoz),  é uma aldeia no município de Eleguis, na província de Vaiose Zor, na Armênia. De acordo com o censo de 2011, havia 369 habitantes.

## Geografia
Eleguis está localizada a cerca de 18 quilômetros da cidade de Eleguenazor e 135 quilômetros de Erevã. Está localizada na encosta no curso médio do rio Eleguis, numa extensão plana na margem direita, completamente enterrada em jardins, a uma altitude de 1 640 metros acima do nível do mar. Seu clima é subtropical, com invernos frios e verões quentes. Suas casas são construídas de pedra. Subsiste do cultivo de tabaco, jardinagem, pecuária e agricultura de campo. Em termos de infraestrutura, há uma escola, um centro médico e um clube-biblioteca. Em 2002, o Governo da República da Armênia aprovou a lista de monumentos históricos e culturais da aldeia, que inclui um total de 101 monumentos.

## História
É incerto o momento que a aldeia foi fundada. Nos séculos XIII e XIV, foi a residência da dinastia principesca orbeliânida. Foi destruída durante as invasões de Tamerlão (r. 1370–1405) e depois por um terremoto. Mais tarde, moradores de língua turca se estabeleceram na aldeia e chamaram-na Alaiaz. No início do século XIX, tinha 32 azeris e 58 armênios que imigraram de diferentes partes da Armênia persa. No século XIX, fez parte do distrito (uezde) de Xarur-Daralaiaz, na Gubernia de Erevã do Império Russo. Em 1873, 1914, 1919, 1959, 1970 e 1979, respectivamente, tinha 223, 524, 97, 499, 884 e 963 habitantes. Em 1988, recebeu famílias armênias deslocadas pelo Conflito do Alto Carabaque. Em 3 de abril de 1991, foi renomeada Eleguis.
Dentro do perímetro da aldeia e nas cercanias há inúmeros mosteiros, igrejas e cachecares. No nordeste estão as ruínas da antiga fortaleza de Eleguis, que os moradores chamam de fortaleza de Simbácio. No lado leste está a Igreja de São Estêvão ou Zorase (século XIII), construída pelo metropolita de Siunique Estêvão Orbeliano. No lado oeste fica a igreja abobadada e basílica da Santa Mãe de Deus (Surb Astvacacin), reformada em 1703, e no lado sul está a igreja de quatro cúpulas de Nexã ou São Precursor (séculos XI-XIII), não muito longe da qual está a pedra de entrada do palácio do príncipe (iscano) Tarsaiche. Também está em Eleguis o túmulo dos príncipes orbeliânidas. Nas cercanias espalham-se ruínas de um grande assentamento destruído, que os moradores chamam de Costum (Hostun), e que correspondente a porções abandonadas de Artabuinque.